# Gallicolumba rufigula
La paloma perdiz pechidorada, corazón dorado o paloma de corazón sangrante dorado (Gallicolumba rufigula) es una especie de ave columbiforme de la familia Columbidae endémica de la isla de Nueva Guinea y algunas islas menores circundantes.

## Distribución
Se encuentra únicamente en la isla de Nueva Guinea, los cercanos archipiélagos Raja Ampat y Aru .

## Subespecies
Se conocen cinco subespecies de Gallicolumba rufigula:
- Gallicolumba rufigula alaris
- Gallicolumba rufigula helviventris
- Gallicolumba rufigula orientalis
- Gallicolumba rufigula rufigula
- Gallicolumba rufigula septentrionalis